# Sukoró
Sukoró là một thị trấn thuộc hạt Fejér, Hungary. Thị trấn này có diện tích 16,27 km², dân số năm 2010 là 1212 người, mật độ 74 người/km².